# Bazylika Najświętszej Marii Panny w Genewie
Bazylika Najświętszej Marii Panny w Genewie (fr. Basilique Notre-Dame de Genève) – jest główną świątynią katolicką w Genewie w Szwajcarii.
Katolicy zostali pozbawieni katedry św. Piotra w Genewie, która w 1535 stała się kościołem kalwińskim. Dopiero w 1850 r. uzyskali miejsce po dawnych fortyfikacjach na budowę swojej świątyni. W latach 1851–1859 wzniesiono w tym miejscu według planów architekta Alexandre-Charlesa Grigny'ego z Arras w Pas-de-Calais trójnawowy kościół w stylu neogotyckim. Budowę sfinansowano z datków wiernych i powierzono genewskiemu architektowi Jean-Marie Gignoux. Jednak już w 1875 w wyniku antykatolickich szwajcarskich ustaw Kulturkampfu, kościół został odebrany katolikom, którzy odkupili go dopiero w 1912. Kościół został podniesiony do rangi bazyliki mniejszej w grudniu 1954.